# Nikolaj Lyrčikov
Nikolaj Lyrčikov (8 marzo 1954) è un regista sovietico.

## Filmografia parziale

### Regista
- Bezumnyj den' inženera Barkasova (1983)
- Eščё ljublju, eščё nadejus' (1984)